# Зиндики
Зиндики (мн. ч. занадика, араб. زنديق‎, от персидского «зандик» перс. زنديک‎) — интерпретирующий свободно, вольнодум) — термин, обозначавший в средневековой богословской исламской литературе последователей немонотеистических религий, главным образом, манихеев и зороастрийцев. Также применялся по отношению к крайним шиитам, мутазилитам и некоторым последователям суфизма, вольнодумцам и скептикам (Абуль-Ала аль-Маарри).
Зиндики преследовались в халифате, зандака (неверие в единственного Бога) приравнивалось к оскорблению Аллаха и каралось смертной казнью. Так, по обвинению в зандаке был предан смертной казни поэт Башшар ибн Бурд.